# Bryan Berard
Bryan Wallace Berard, född 5 mars 1977 i Woonsocket, Rhode Island, USA, är en amerikansk före detta professionell ishockeyspelare som draftades först av alla i spelare NHL-draften 1995 av Ottawa Senators. Han spelade i NHL för New York Islanders, Toronto Maple Leafs, New York Rangers, Boston Bruins, Chicago Blackhawks och Columbus Blue Jackets.
1996–97 vann Berard Calder Memorial Trophy som årets nykomling i NHL efter 8 mål och 40 assist på 82 matcher för New York Islanders. Säsongen 2000–01 skadade Berard sitt högra öga allvarligt när Marian Hossas klubba träffade honom efter ett slagskott. Efter flera operationer kom han tillbaka och säsongen 2003–04, när han spelade för Chicago Blackhawks, vann han Bill Masterton Memorial Trophy. Men 2005 testades han positivt för anabola steroider. Han stängdes då av från internationellt spel i två år. Berard spelade 2008–09 KHL för Vitjaz Tjechov.